# Compactage (informatique)
Ne pas confondre "compactage des fichiers" avec "compression de fichiers".
Pour les articles homonymes, voir Compactage.
Le compactage des fichiers est une des opérations de la défragmentation.
Le compactage consiste à juxtaposer sur le disque dur tous les fichiers (ou fragments de fichiers) sans laisser d'espace libre entre ceux-ci. Cela revient donc à regrouper ("consolider") tout l'espace libre en un seul bloc continu. En d'autres termes, on peut dire que le compactage des fichiers correspond à la défragmentation de l'espace libre.
Pour comprendre cette opération, il faut savoir que lorsque l'on ajoute un fichier, les systèmes d'exploitation Windows utilisent le premier espace libre disponible. Si cet espace est insuffisant, le fichier créé est fractionné en plusieurs fragments ; la première partie du fichier est stockée sur ce premier espace, le reste du fichier est placé dans l'espace suivant et ainsi de suite. Compacter le disque consiste donc à boucher ces trous par des fichiers (ou des fragments de fichiers) déjà présents sur le disque, en les déplaçant. À la fin de cette opération, il ne doit plus rester d'espace libre entre les fichiers et l'espace libre doit être unique et continu.
Par conséquent, si le disque n'est pas compacté, les fichiers de grande taille nouvellement créés ont de grandes chances d'être fragmentés.